# Pangar
Ne doit pas être confondu avec Pangar (rivière).
Pangar est un village du Cameroun situé dans le département du Djérem et la Région de l'Adamaoua. Il fait partie de la commune de Ngaoundal.

## Population
Lors du recensement de 2005, le village était habité par 1 875 personnes, 887 de sexe masculin et 988 de sexe féminin.